# Ibertren
Ibertren ist der Markenname des heutigen spanischen Modelleisenbahn-Herstellers Ibertren Modelismo, S.L. mit Sitz in Barcelona. 
Schwerpunktmäßig werden unter diesem Markenname Fahrzeugmodelle nach spanischen Vorbildern in der Nenngröße H0, im Maßstab 1:87, und in der Nenngröße N, im Maßstab 1:160, hergestellt.

## Geschichte
Im Jahre 1973 brachte die damalige Model Iber S.A. das erste Fahrzeugmodell unter dem Markennamen Ibertren auf den Markt. 1992 musste das damalige Unternehmen die Geschäftsaktivitäten einstellen. 
Im Jahre 2004 wurde der Markenname Ibertren wieder eingeführt. Seither produziert die in Barcelona ansässige Firma Ibertren Modelismo S.L. wieder Modelleisenbahnen für die Spur H0.

## Trivia
In der Anfangszeit der Produktion von Modelleisenbahnen für die Spur N wurde ein eigenes Mittelleiter-Gleissystem mit den entsprechenden Triebfahrzeugen hergestellt. Erst später wurde auf das gängige Zweileiter-Gleissystem umgestellt.

## Bildergalerie

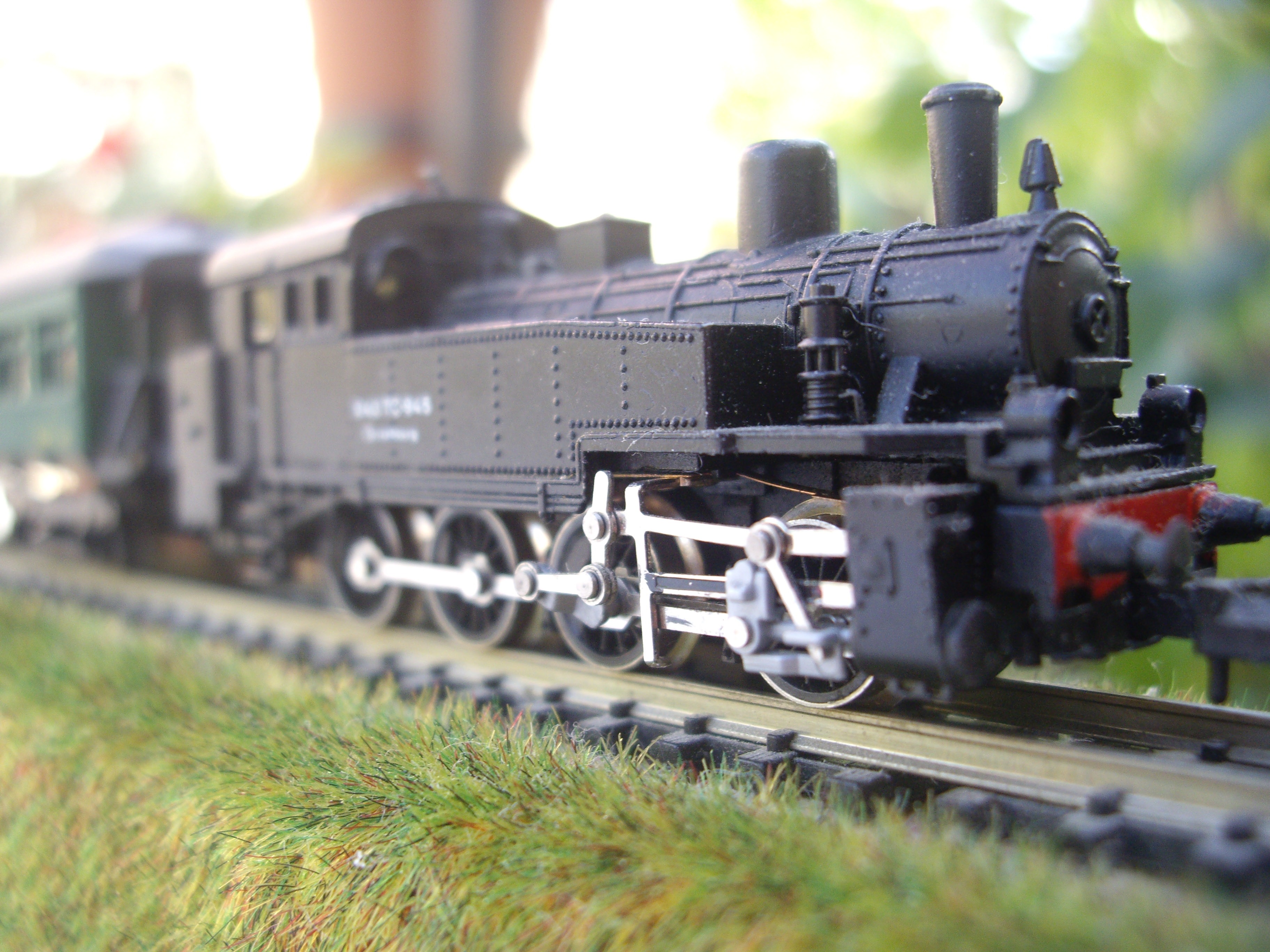
SNCF 040 TC 945
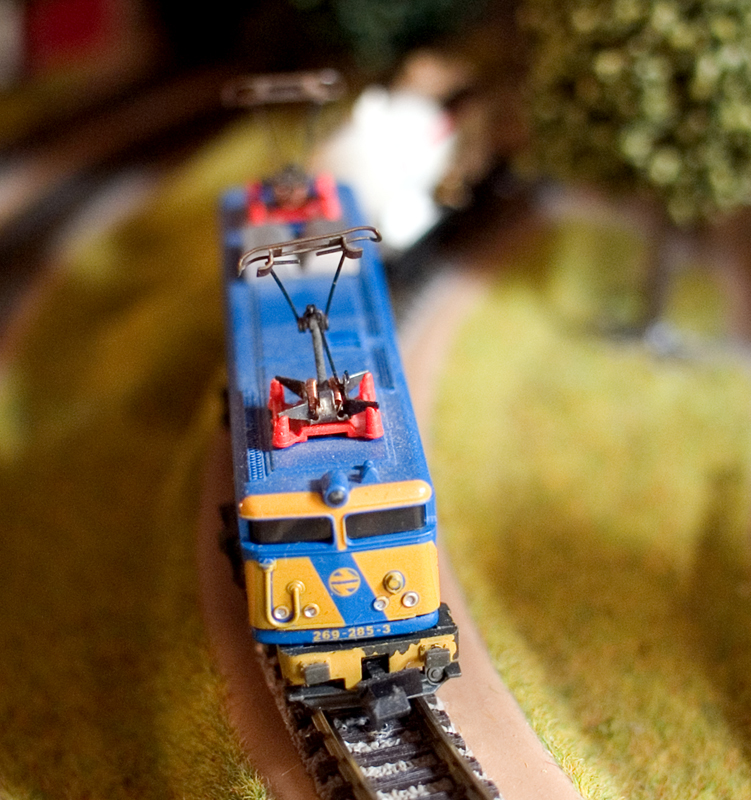
RENFE 269
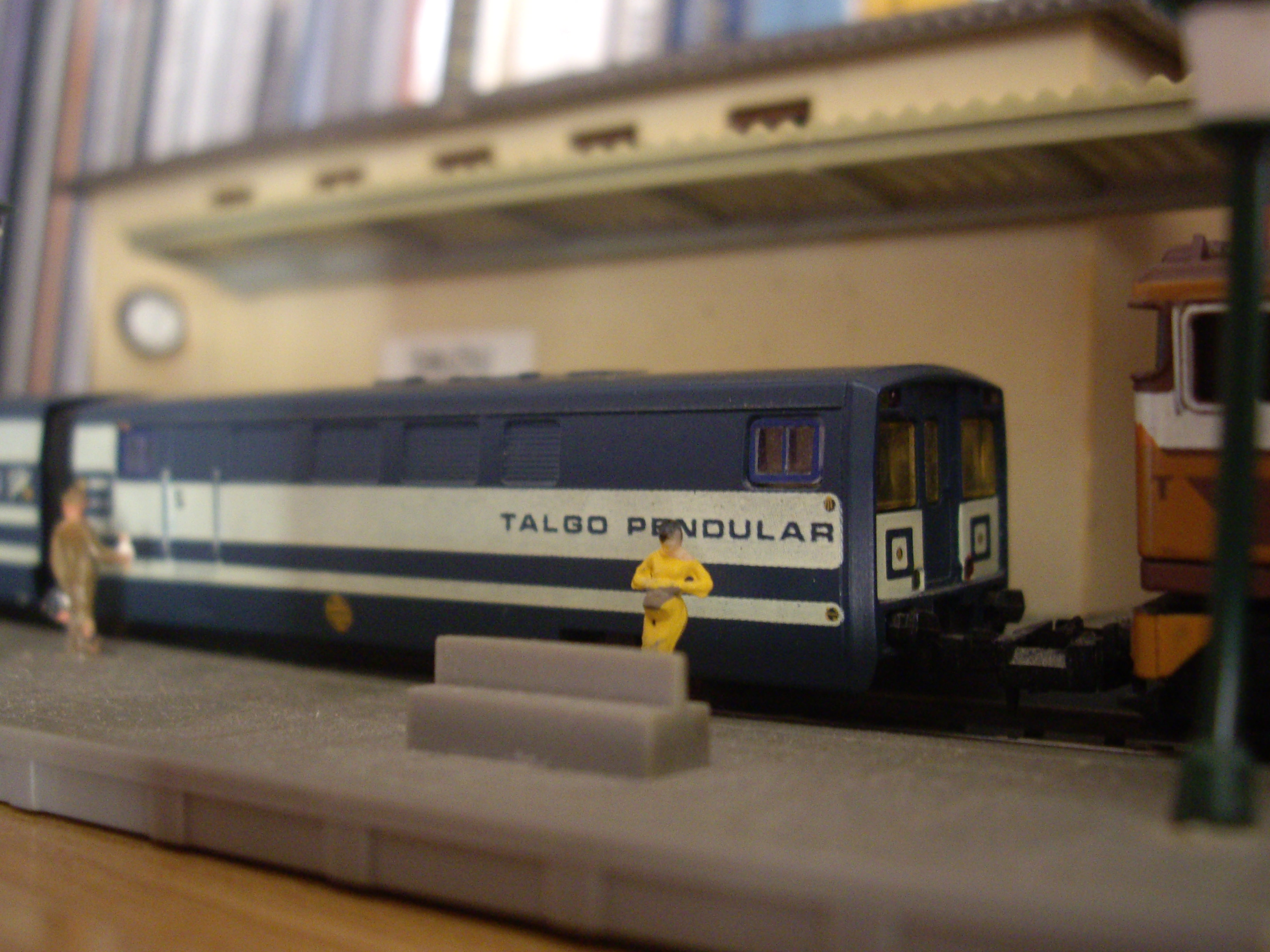
RENFE Talgo Pendular
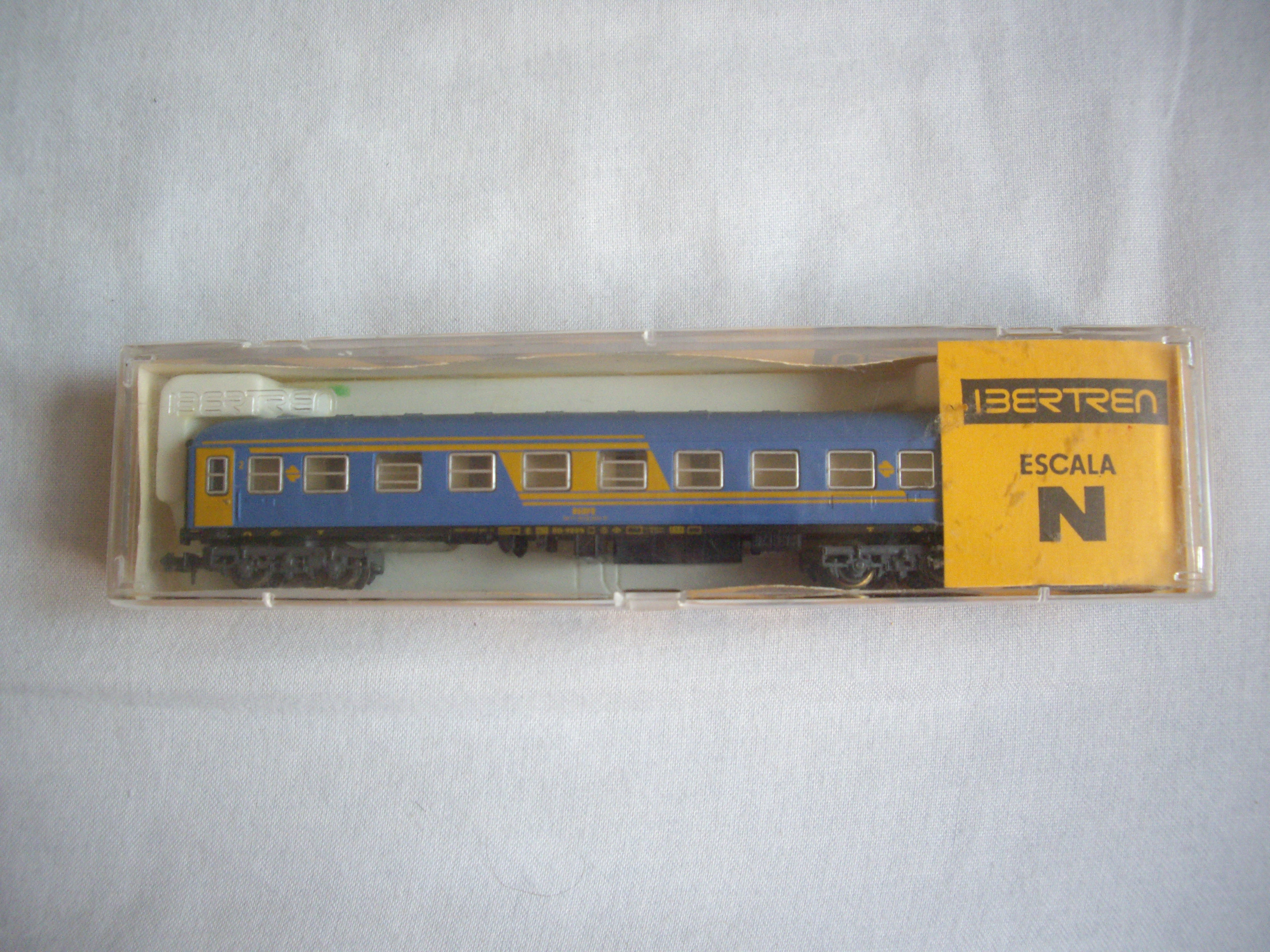
RENFE 8000